# رأس السنة الفيتنامية الجديدة (تيت)
تيت ([tet˧˥] أو [təːt˧˥] تعني السنة الفيتنامية الجديدة، السنة القمرية الجديدة الفيتنامية أوعطلة تيت، هي بمثابة أهم احتفال في الحضارة والثقافة الفيتنامية. الكلمة تيت هي كلمة مختصرة من العبارة Tt Nguyên án 節 元旦، وهي كلمة صينية فيتنامية والتي تعني «وليمة الصباح الباكر من اليوم الأول». يحتفل عيد Tết بقدوم الربيع وذلك تبعاً للتقويم الفيتنامي، وفي التقويم الميلادي يكون تاريخه في شهري يناير أو فبراير.
يحتفل الفيتناميون بالعام القمري الجديد سنويًا، والذي يعتمد على التقويم القمري الشمسي الصيني (هذا التقويم يحسب حركة الأرض حول الشمس والقمر حول الأرض). يتم الإحتفال عادة بعيد التيت في نفس يوم السنة الصينية الجديدة بإستثناء حالة واحدة وهي عندما ينتج عن فرق الساعة الواحدة بين فيتنام والصين ظهور قمر جديد في أيام مختلفة. يقع العيد من اليوم الأول من الشهر الأول في التقويم الفيتنامي (تقريباً أواخر شهر يناير وأوائل شهر شباط) حتى اليوم الثالث من الشهر. العديد من الفيتناميين وشهب الهوا يحضرون لهذه المناسبة من خلال طهي طعام مخصص للعطلة وأيضاً بتنظيف المنزل. هذه الأطعمة تشمل  بانه تيت، بانه تشونج، بانه داي، كان خو كوا، ثوت خو هوت فات، حساء الخيزران الصغير المجفف (كان مونج)، جيو، والأرز اللزج. تمارس العديد من العادات والتقاليد في هذه المناسبة، مثل زيارة منزل الشخص في اليوم الأول من العام الجديد (xông nhà)، وتوقير الأسلاف، والتهنئة بمناسبة رأس السنة الجديدة، وإهداء المال للأطفال وكبار السن، وفتح متجر.
يعد Tết مناسبة أيضًا للحجاج ولم شمل الأسرة. يقررون نسيان المشاكل الماضية والتأمل في عام قادم أفضل. يعتبر العيد بمثابة بداية اليوم الأول لفصل الربيع ويُسمى (مهرجان الربيع)

## العادات
عادة ما يعود الفيتناميون إلى عائلاتهم خلال فترة الإحتفال بتيت. يعود البعض للتعبد في مذبح العائلة أو زيارة قبور أسلافهم في وطنهم. كما يقومون أيضاً بتنظيف قبور أفراد عائلاتهم كلامة على الإحترام. على الرغم من أن تيت هو عطلة وطنية بين  جميع الفيتناميين إلا أن لدى كل إقليم وديانة عادات خاصة ومختلفة.
يمكن تقسيم تيت في الأقاليم الفيتنامية الثلاث إلى ثلاث فترات، تُعرف باسم Tất Niên  (ليلة رأس السنة الجديدة قبل الأخيرة)، وGiao Thừa  (ليلة رأس السنة الجديدة)، و Tân Niên (رأس السنة الجديدة)، والتي تشير إلى التجهيزات ما قبل Tết ، ليلةTết  والأيام التي تلي رأس السنة.

### العام الجديد

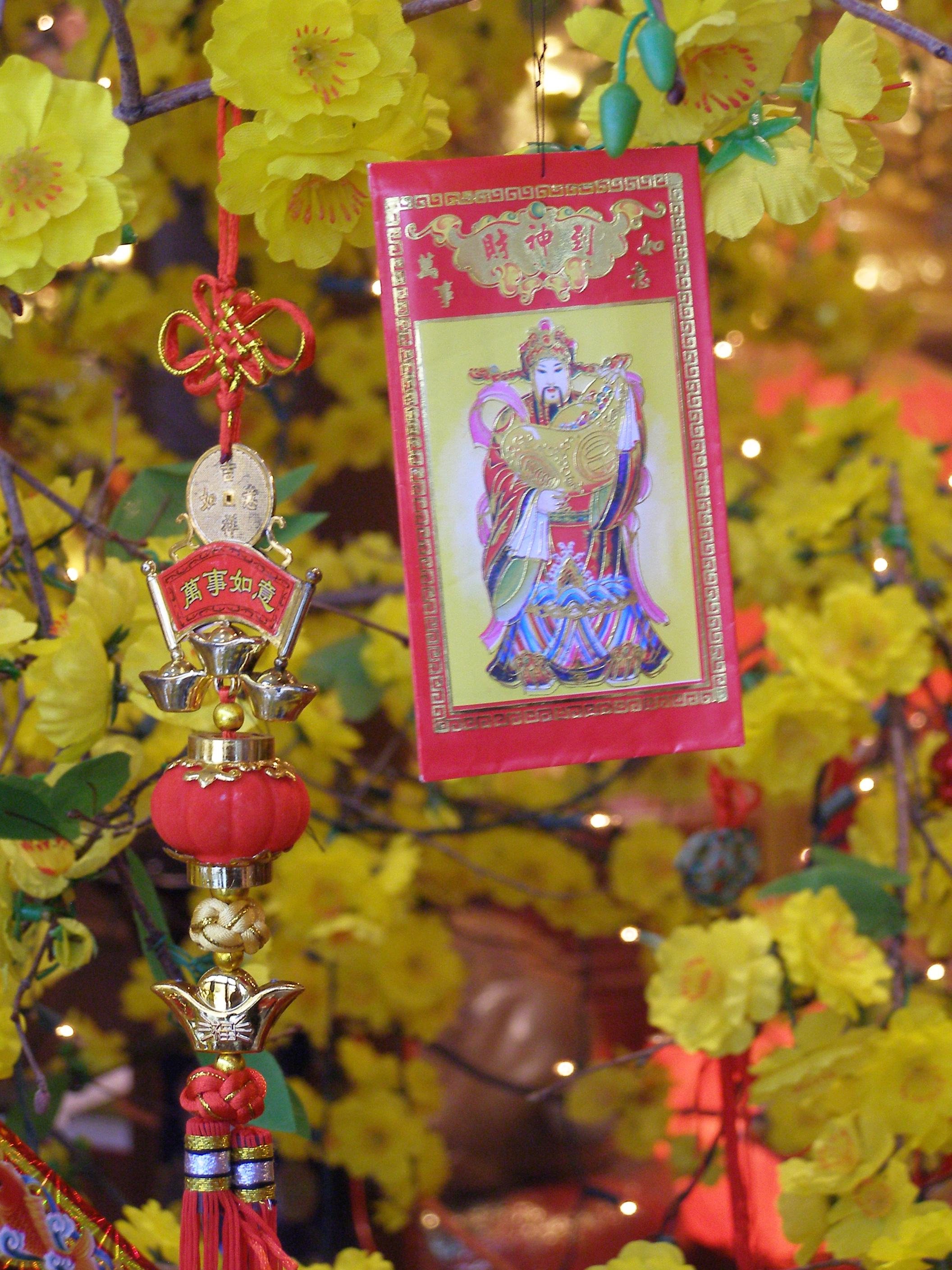
مغلف أحمر.

اليوم الأول من Tết يُخصص للعائلة الصغيرة. يتسلم الأطفال مغلفاً أحمراً في داخله أموال من الكبار. هذا التقليد يدعى mừng tuổi (عمر جديد سعيد) في منطقة الشمال و lì xì في منطقة الجنوب. يرتدي الأطفال عادة ملابساً جديدة ويحييون الكبار في السن تحية العيد التقليدية قبل أن يستلموا المال منهم. نظرًا لأن الفيتناميين يعتقدون أن أول زائر تستقبله العائلة في العام الجديد يحدد ثروتهم وحظوظهم طوال العام، لا يدخل الناس أي منزل في اليوم الأول دون أن تتم دعوتهم أولاً. يطلق على هذا التقليد اسم Tết xông đất أو xông nhà أو đạp đất، وهو يشير إلى أول شخص يدخل المنزل وهي واحدة من أهم الطقوس في تيت. وفقاً للعادات الفيتنامية، إذا حدث العديد من الأور الجدية في أول يوم من السنة القمرية الجديدة فإن هذا يعني أنا العام الجديد سيكون مليئاً بالبركات. غالباً ما يكون الشخص ذو المزاج الجيد والأخلاق الحميدة والنجاح في حياته علامة الحظ للعائلة المضيفة وهذا يعني أنه ستتم دعوته للمنزل أولاً. غير أن مالك المنزل قد يغادر منزله قبل دقائق من منتصف ليلة رأس السنة الجديدة ويدخل مجدداً للمنزل عندما تدق الساعة حتى يمنع أي شخص آخر من دخول المنزل وجلب الحظ السيء.
التكنيس أثناء Tết  هو من المحظورات أو ما يعتبر قد يجلب الحظ السيئ، لأنه يرمز إلى كنس الحظ بعيدًا؛ لهذا السبب يقومون بالتنظيف قبل حلول العام الجديد. من المحظورات أيضًا هو زيارة أي شخص آخر خلال المناسبة إذا كان الشخص قد عانى من فقدان أحد أفراد الأسرة مؤخراً.
في الأيام التي تليها يقوم الناس بزيارة الأصدقاء والأقارب. تقليدياً يكون اليوم الثاني من العيد مخصصاً للأصدقاء، أما اليوم الثالث يكون للمعلمين الذين يحظون باحترام وتقدير في الفيتنام. المعابد البوذية المحلية هي أماكن مشهورة في هذه المناسبة حيث يحب الناس أن يقدموا لهم التبرعات ويحبون أن يسألوا عن طالعهم. يتمتع الأطفال بحرية إنفاق أموالهم الجديدة على الألعاب أو ألعاب المقامرة مثل bầu cua cá cọp ، والتي يمكن العثور عليها في الشوارع. يمكن للعائلات الغنية أن تدفع مقابل أداء راقصي التنين في منازلهم. ويتم أيضاً تقديم عروض رقص عامة ليراها الجميع.

### الاحتفالات التقليدية
يمكن أن تستمر هذه الاحتفالات من مدة يوم حتى أسبوعاً كاملاً. الشوارع تكون مليئة بالناس في محاولة لإحداث أكبر قدر ممكن من الأصوات باستخدام المفرقعات النارية والطبول والأجراس العادية والأجراس القرصية وأي شيء آخر لطرد الأرواح الشريرة. هذا الموكب أو الاستعراض سيشمل أيضاً أقنعة مختلفة وراقصين مختبئين تحت ستار ما يُعرف برقصة الأسد أو Mua Lan. يعد Lan حيوانًا مزيجاً بين الأسد والتنين، وهو رمز القوة في الثقافة الفيتنامية ويُستخدم لإخافة الأرواح الشريرة. بعد الاستعراض، تجتمع العائلات والأصدقاء معًا لتناول وليمة من الأطباق الفيتنامية التقليدية، ومشاركة السعادة والفرح بالعام الجديد مع بعضهم البعض. وهذا أيضًا هو الوقت الذي يوزع فيه كبار السن مغلفات حمراء تحتوي نقودا على الأطفال لجلب حسن الحظ وفي المقابل يقدم الأطفال مباركات وتحيات تيت عليهم.
أنه أيضاً من التقاليد أن يسدد الشخص بعضاً من ديونه قبل بدة العام القمري الجديد.

### زينة
تقليدياً، تقوم كل عائلة بإظهار ما يدعى ب (cây nêu)، وهي شجرة رأس السنة الاصطناعية والتي تتكون من عمود من الخيزران  بطول من 5 إلى 6 أمتار. عادةً ما يتم تزيين الطرف العلوي بالعديد من الأشياء، وتختلف حسب المنطقة المحلية وتشمل التعليقات التي تجلب الحظ الجيد، وأسماك الأوريغامي، وفروع الصبار وغيرها.
في التيت، يتم تزيين كل منزل عادةً بأزهار المشمش الأصفر المسماة (hoa mai) في امناطق الوسطى والجنوبية من فيتنام؛ أو بأزهار الخوخ المسماة (hoa đào) في الجزء الشمالي من فيتنام؛ أو بنبتة العرن المثقوب المسماة (hoa ban) في المناطق الجبلية. في الشمال، بعض الناس وخاصة النخبة في الماضي يزينون منزلهم أيضًا بأزهار الخوخ والتي تسمى أيضًا hoa mơ باللغة الفيتنامية، ولكنها تشير إلى نوع مختلف تمامًا عن أزهار ميكي ماوس. في مناطق الشمال أو الوسط، تعتبر شجرة البرتقال الياباني زينة شائعة لغرفة المعيشة خلال تيت. ترمز ثمارها العديدة إلى الخصوبة والإثمار التي تأملها الأسرة في العام المقبل.
يقوم الشعب الفيتنامي بتزيين بيوتهم بما يسمى بونساي وهي عبارة عن شجرة صغيرة وأيضاً يستخدمون العديد من الزهور مثل الأقحوان، المخملية والتي ترمز إلى طول العمر، الطيفة في جنوب الفيتنام وأنواع من النرجس و اليانسي في شمال الفيتنام.
في الماضي كانت العادة أن يحاول الناس جعل النرجس يزهر في يوم الإحتفال.
كما أنهم علقوا لوحات دونغ هو وصور تخطيط ثو فاب.

## التحيات
التحيات التقليدية في هذه المناسبة هي «سنة جديدة سعيدة» و «تمنيات طيبة للربيع الجديد». كما يدعوا الناس للآخر بالرخاء والحظ.
من التمنيات الشائعة في التيت:
- أتمنى لك الوصول إلى عمر 100 عام: يستخدمه الأطفال لكبار السن. تقليدياً يكبر كل شخص سنة واحدة كل تيت، لذلك يتمنى الأطفال للأجداد بالصحة وطول العمر وفي مقابل يعطيهم الأجداد mừng tuổi أو lì xì .
- أتمنى لك الأمن والصحة الجيدة والرخاء.
- أتمنى أن تسير أشياء لا تعد ولا تحصى حسب إرادتك.
- أتمنى لك المزيد من الصحة
- أتمنى أن يتدفق المال مثل الماء: تستخدم بشكل غير رسمي
- تهانينا وكن طيباً
- عام جديد، انتصارات جديدة (غالبًا ما تُسمع في خطاب سياسي)
- تناول المزيد، وانمو بسرعة (تُقال للأطفال)
- أتمنى أن تتم ترقيتك في العام الجديد
- أتمنى أن يجلب العام الجديد الصحة لجميع أفراد عائلتك

"عام جديد سعيد" بطريقة الكتابة المتصلة

## طعام

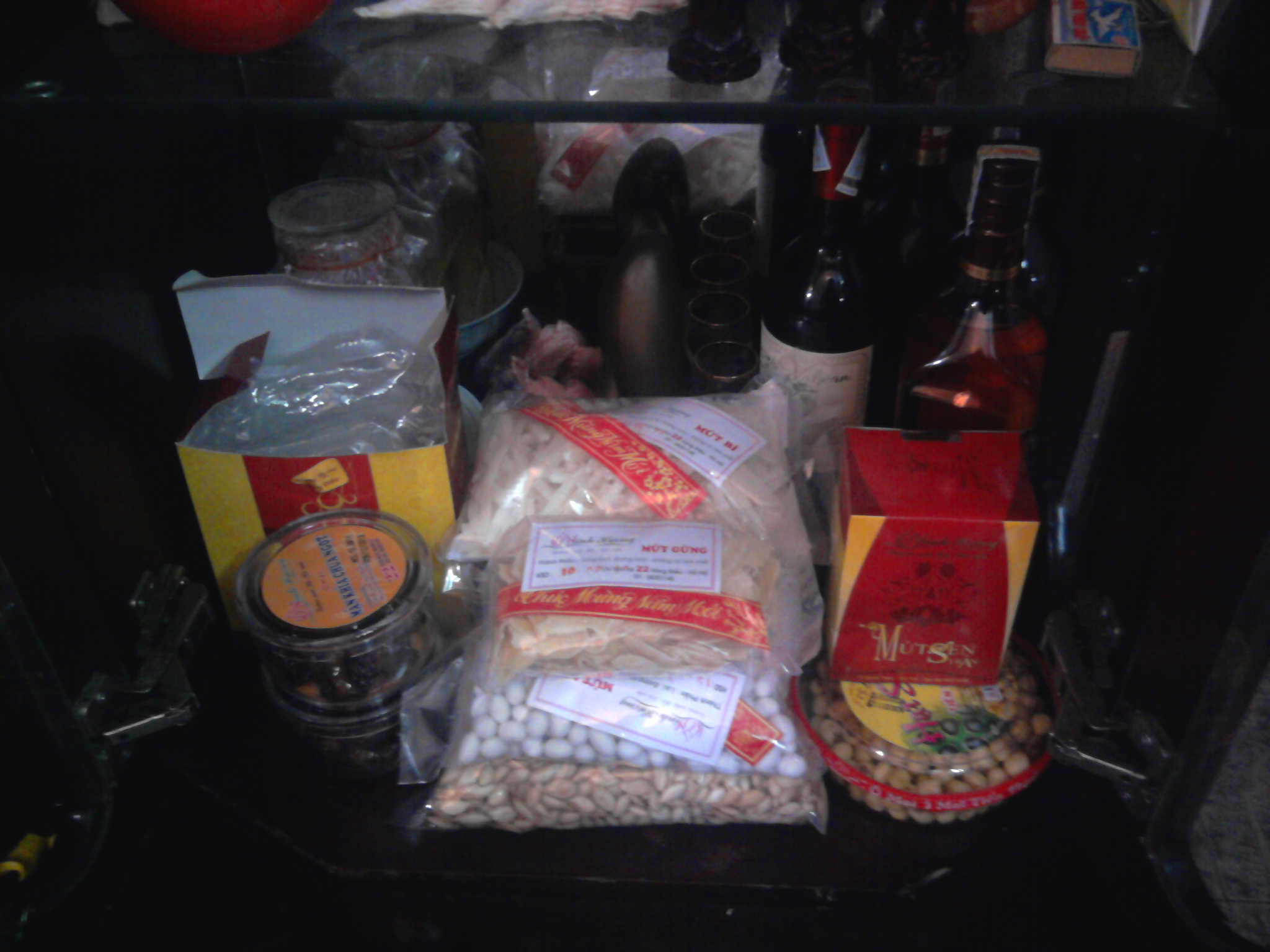
الفواكه والبذور الحلوة

في اللغة الفيتنامية، للاحتفال بـتيت يعني ăn Tết، أي حرفياً «أكل تيت»، وإن دل على شيء فهو يدل على أهمية الطعام في الإحتفال بهذه المناسبة. يتم تناول بعض هذا الأطعمة طوال العام بينما يتم تناول بعضها فقط في هذه المناسبة.
يتم تناول بعض الأطعمة النباتية أيضًا، لإعتقادهم أنها تجلب الحظ الجيد عند تناولها في هذا اليوم.
من الأطعمة التقليدية في Tết هي:
- Bánh chưng و bánh tét: الأرز اللزج أو الدبق المعبأ مع اللحم أو حشوات الفاصوليا وملفوف بأوراق الدونغ. عندما عدم توفر هذا النوع من الأوراق يتم استخدام أوراق الموز كبديل عنها. والفرق بينهما هو الشكل فقط. Bánh chưng يتخذ الشكل المربع ليمثل الأرض، بينما bánh tét اسطواني ويمثل القمر. النوع الأول يحظى بشعبية أكبر في المناطق الشمالية من الفيتنام بينما النوع الثاني شعبي أكثر في المناطق الجنوبية منها. تحضير كليهما قد يستغرق أياماً. بعد قولبتهم وتشكيلهم في شكلهم الخاص، مثلاً يتم تشكيل الشكل المربع باستخدام إطار خشبي، ويتم غليهم لعدة ساعات للطهي. في هذه الأثناء يتم سرد قصص للأطفال تتعلق بأصول هذه الوجبات وعلاقتهم بمناسبة التيت.
- Hạt dưa : وهي يذور البطيخ المحمصة وتؤكل خلال التيت.
- Dưa hành: مخلل بصل ومخلل ملفوف
- Củ kiệu : مخلل الثوم الصيني
- Mứt : عبارة عن فاكهة مجففة حُلوة وهي نادراً ما تؤكل في وقت آخر من السنة.
- Kẹo dừa: حلوى جوز الهند
- Kẹo mè xửng: فول سوداني هش مع بذور السمسم أو الفول السوداني.
- Cầu sung dừa Đủ xoài: في جنوب الفيتنام، الفاكهة المشهورة تستخدم لتقديم القرابين في مذبح الأسرة ويتم ترتيبهم بطريقة فنية ومن هذه الفاكهة: سفرجل هندي (mãng cầu)، جوز الهند (dừa)، التين (sung)، البابايا (đu đủ)، والمانجو (xoài)، نظرًا لأنها تبدو مثل "cầu sung vừa đủ xài" ([نحن] نصلي من أجل ما يكفي من [المال / الموارد / الأموال / السلع / إلخ] لاستخدامها) وهذا في اللهجة الفيتنامية الجنوبية.
- Thịt kho nước dừa وهذا يعني «لحم مطهي على نار هادئة في عصير جوز الهند»، وهو طبق تقليدي يتكون من من لحم بطن الخنزير والبيض نصف المسلوق مطهي على نار هادئة في صلصة تشبه المرق مطهية طوال الليل من عصير جوز الهند الصغير و صلصة السمك. غالبًا ما يتم تناوله مع براعم الفاصوليا المخللة والثوم المعمر والأرز الأبيض.
- Xôi gấc : وهو عبارة عن أرز أحمر لزج يتم تحضيره تقليدياً بالبخار ويتم تحليته بصورة مخففة، ويقدم عادة مع chả lụa (و هو أكثر أنواع النقانق شيوعًا في المطبخ الفيتنامي، يتم صنعه من لحم الخنزير ويُلف تقليديًا بأوراق الموز).[2]

## الألعاب والترفيه

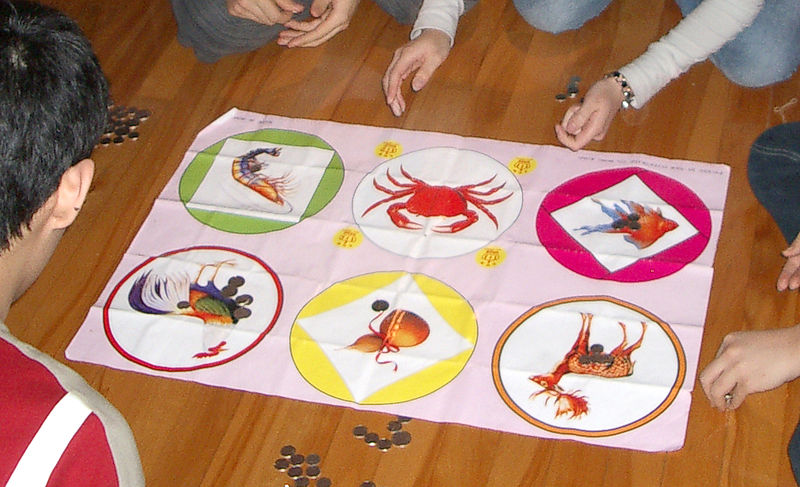
هي لعبة مقامرة فيتنامية تتضمن استخدام ثلاثة أحجار نرد. يتم لعبها تقليديا خلال Tết.

تستمتع الناس في الفيتام بلعل الألعاب التقليدية خلال تيت، وتتضمن هذه الألعاب ما يلي: bầu cua cá cọ، cờ tướng، ném còn، chọi trâu، đá gà. كما أنهم يشاركون في بعض المسابقات لاستعراض معرفتهم وقوتهم وجمالياتهم، مثل مسابقة الطيور ومسابقة ngâm thơ .
أصبحت أيضاً الألعاب النارية جزءًا تقليديًا من احتفالات التيت في فيتنام. أثناء ليلة رأس السنة الجديدة، تُعرض الألعاب النارية في المدن الكبرى، مثل هانوي، ومدينة هو تشي منه ودا نانغ، وتُبث عبر العديد من القنوات التلفزيونية الوطنية والمحلية، يرافقها أمنيات ومباركات السنة الجديدة للرئيس الفيتنامي الحالي . في عام 2017 فقط، تم منع عرض الألعاب النارية لأسباب سياسية واقتصادية. في أستراليا وكندا والولايات المتحدة الأمريكية، هناك عروض للألعاب النارية في العديد من مهرجاناتها.
Gặp nhau cuối năm (تجمع نهاية العام) فهو العرض الكوميدي المفضل على المستوى الوطني ويتم بثه خلال ليلة رأس السنة الجديدة.

## التواريخ في التقويم القمري
من عام 1996 إلى عام 2067.
| الأبراج الفلكية | التاريخ الميلادي | التاريخ الميلادي | التاريخ الميلادي | التاريخ الميلادي | التاريخ الميلادي | التاريخ الميلادي |
| --------------- | ---------------- | ---------------- | ---------------- | ---------------- | ---------------- | ---------------- |
| Tý (فأر)        | 19 فبراير 1996   | 7 فبراير 2008    | 25 يناير 2020    | 11 فبراير 2032   | 30 يناير 2044    | 15 فبراير 2056   |
| Sửu (جاموس)     | 7 فبراير 1997    | 26 يناير 2009    | 12 فبراير 2021   | 31 يناير 2033    | 17 فبراير 2045   | 4 فبراير 2057    |
| Dần (النمر)     | 28 يناير 1998    | 14 فبراير 2010   | 1 فبراير 2022    | 19 فبراير 2034   | 6 فبراير 2046    | 24 يناير 2058    |
| Mèo (كات)       | 16 فبراير 1999   | 3 فبراير 2011    | 22 يناير 2023    | 8 فبراير 2035    | 26 يناير 2047    | 12 فبراير 2059   |
| Thìn (التنين)   | 5 فبراير 2000    | 23 يناير 2012    | 10 فبراير 2024   | 28 يناير 2036    | 14 فبراير 2048   | 2 فبراير 2060    |
| Tỵ (ثعبان)      | 24 يناير 2001    | 10 فبراير 2013   | 29 يناير 2025    | 15 فبراير 2037   | 2 فبراير 2049    | 21 يناير 2061    |
| Ngọ (حصان)      | 12 فبراير 2002   | 31 يناير 2014    | 17 فبراير 2026   | 4 فبراير 2038    | 23 يناير 2050    | 9 فبراير 2062    |
| Mi (الماعز)     | 1 فبراير 2003    | 19 فبراير 2015   | 6 فبراير 2027    | 24 يناير 2039    | 11 فبراير 2051   | 29 يناير 2063    |
| Thân (قرد)      | 22 يناير 2004    | 8 فبراير 2016    | 26 يناير 2028    | 12 فبراير 2040   | 1 فبراير 2052    | 17 فبراير 2064   |
| Dậu (الديك)     | 9 فبراير 2005    | 28 يناير 2017    | 13 فبراير 2029   | 1 فبراير 2041    | 18 فبراير 2053   | 5 فبراير 2065    |
| Tuất (كلب)      | 29 يناير 2006    | 16 فبراير 2018   | 2 فبراير 2030    | 22 يناير 2042    | 8 فبراير 2054    | 26 يناير 2066    |
| Hợi (خنزير)     | 17 فبراير 2007   | 5 فبراير 2019    | 23 يناير 2031    | 10 فبراير 2043   | 28 يناير 2055    | 14 فبراير 2067   |

## روابط خارجية
- تيت نجوين دان: السنة الفيتنامية الجديدة - حديقة كوينز النباتية
- عادات السنة الجديدة الفيتنامية
- عطلة تيت
- قواعد التقويم الفيتنامية نسخة محفوظة 17 ديسمبر 2009 على موقع واي باك مشين. - Hồ Ngọc Đức ، جامعة لايبزيغ.
- Tết - تقاليد السنة القمرية الفيتنامية الجديدة
- Tet Festival Orange County Fairgrounds ، كوستا ميسا، كاليفورنيا
- تيت في جزيرة فو كووك في أكبر جزيرة في فيتنام
- مهرجان تيت - سان فرانسيسكو